# Убийство Анны Мезиной
Убийство Анны Мезиной произошло в городе Темников вечером 15 мая 2006 года. По версии следствия, на молодую девушку было совершено нападение в лесном овраге неподалеку от ее дома через несколько дней после победы в конкурсе красоты «Мисс Темников». Эксперты насчитали на теле девочки более двух десятков ножевых ранений, большинство из которых были нанесены в область шеи. Из сумочки Анны Мезиной исчезла золотая подвеска — приз за победу в конкурсе красоты. По одной из версий, Анна Мезина была убита одной из проигравших соперниц, по другой — стала жертвой неустановленного серийного убийцы. Тем не менее в ходе расследования из-за отсутствия доказательств причастности многочисленных подозреваемых уголовное дело впоследствии было приостановлено и осталось нераскрытым. Также незадолго до и сразу после убийства Анны Мезиной погибли ещё две победительницы конкурсов красоты из другого мордовского города Ардатов. В конце 2005 года при странных обстоятельствах задохнулась в собственной ванной «Мисс Ардатов—2004» Мария Маланчина, а «Мисс стиль—2005» Светлана Кручинкина была зверски убита в середине июня 2006 года. В 2013 году рецидивист Андрей Мамаев был приговорён к 22 годам лишения свободы за убийство Светланы Кручинкиной, но никакой связи с убийством Анны Мезиной найдено не было.

## Обстоятельства убийства
На момент гибели 15-летняя Анна Мезина являлась студенткой местного сельскохозяйственного колледжа. Девушка происходила из известной, обеспеченной семьи и пользовалась популярностью в округе. За 12 дней до гибели девушка выиграла местный городской конкурс красоты «Мисс Темников» и запомнилась выступлением в ходе выполнения одного из заданий, когда претендентки на корону королевы красоты должны были выступить в роли журналистов. Мезина решила взять интервью у Бога. Интервью закончилось тем, что Бог обратился к Ане с просьбой: «Дай мне свою руку» — и Мезина подняла руку вверх. 15 мая 2006 года Анна позвонила родителям в 14 часов 27 минут. Она сообщила, что занятия в колледже закончились и она направляется домой. Родители Анны предложили ей отправиться в Москву с целью посещения шоу Алексея Немова, однако Анна отказалась из-за нехватки времени для подготовки к предстоящим экзаменам. Из колледжа Мезина вышла с одногруппницей, которая вскоре покинула Анну и пошла в общежитие. На улице Бараева Анна встретилась с приятелем, который сопровождал её около 20 минут, после чего также покинул её. Дальнейший путь Мезиной пролегал через овраг, который находится в самом центре города. Существовал и обходной путь, но, по версии следствия, Мезина решила не обходить овраг и пошла напрямик, после чего пропала без вести и домой не вернулась. После того как девушка не вернулась домой, вечером того же дня её родители подняли тревогу и стали обзванивать её знакомых. Поздно вечером они организовали поиски дочери, которые окончились безрезультатно. Около полуночи родители Анны Мезиной обратились в полицию. Утром совместно с сотрудниками правоохранительных органов к поискам девушки присоединились волонтёры, в том числе две группы студентов одного из колледжей для прочёсывания местности. Тело Анны Мезиной было обнаружено через несколько часов одним из студентов на границе оврага и соснового леса недалеко от дома, где она проживала. В ходе судебно-медицинской экспертизы было установлено, что неизвестный совершил нападение между 16 и 20 часами 15 мая 2006 года. Преступник нанёс Мезиной более 20 колото-резаных ран острым предметом, большинство из которых пришлось в область шеи. Во время нападения Анна Мезина оказала сопротивление убийце, на её руках, которыми она защищалась от ударов, были обнаружены  многочисленные порезы. Судмедэксперт постановил, что Мезина после совершения нападения оставалась живой ещё несколько часов и умерла от обширной кровопотери только около полуночи. По ширине, глубине и характеру нанесения ударов эксперты-криминалисты пришли к выводу, что орудием убийства послужил перочинный нож или пилка для ногтей с длиной режущей части около 9 сантиметров. Сексуальный мотив убийства отпал после соответствующей экспертизы, по результатам которой было установлено, что Мезина перед смертью не была подвергнута изнасилованию. Убив Мезину, неизвестный по неустановленным причинам не тронул её ювелирные украшения, но похитил сумочку, в котором находился главный приз, завоёванный на конкурсе красоты — золотой кулончик в форме сердечка стоимостью 553 рубля, что было намного меньше, чем стоимость ювелирных украшений погибшей, в связи с чем следствие предположило, что мотивом убийства является зависть и личная неприязнь конкуренток Мезиной на конкурсе красоты по отношению к ней.

## Расследование
В ходе расследования следствием были допрошены более 100 человек, включая саранского маньяка Дмитрия Балакина, и проведены более 40 различных судебно-криминалистических экспертиз, в том числе судебно-биологическое исследование нескольких волос светлого цвета, которые были зажаты в руке Мезиной и которые, по мнению следствия, могли принадлежать преступнику. Также была проведена судебно-биологическая экспертиза частиц эпителия, сохранившихся под ногтями убитой, которые также, по мнению следствия, могли принадлежать убийце. Выезд кинолога с собакой окончился безрезультатно, так как собака из-за того, что после совершения убийства в ночь с 15 на 16 мая в городе прошёл сильный ливень, не смогла взять след. В ходе расследования были обнаружены два свидетеля. Один из них являлся знакомым Мезиной, который находился с ней около 20 минут и расстался перед оврагом незадолго до трагических событий. Он был допрошен, но никаких доказательств его причастности впоследствии обнаружено не было. Вторым свидетелем был местный житель, который заявил полиции, что 15 мая 2006 года около 17.15 проезжал на машине по улице Бараева и увидел Анну недалеко от спуска в овраг в обществе одной девушки и трёх парней, вследствие чего следствие предположило, что к преступлению причастна группа местных подростков, во главе которой стояла девушка. По характеру нанесения ранений и силе удара эксперты-криминалисты предположили, что убийцей была истеричная женщина, подросток или мужчина очень субтильного телосложения. В ходе опроса родственников и знакомых погибшей было установлено, что незадолго до убийства Мезиной несколько раз звонили с угрозами, благодаря чему официальной версией убийства следствием была объявлена ссора на почве неприязненных отношений к Мезиной, вызванных прошедшим накануне конкурсом красоты. Подозрения следствия пали на главную соперницу Анны по конкурсу «Мисс Темников» Юлию Визгалову. Однако после нескольких допросов Визгалова смогла доказать своё алиби, благодаря чему она была исключена из числа подозреваемых. Кроме официальной версии, прокуратура рассматривала версию мести. Было установлено, что убийство Анны Мезиной произошло 20 лет спустя после того, как в городе при загадочных обстоятельствах погиб 15-летний подросток. Следствие пришло к выводу, что мальчик умер от переохлаждения, однако одним из подозреваемых на тот момент по делу гибели подростка был отец Мезиной. В рамках проверки этой версии следователи посетили родственников погибшего 20 лет назад мальчика в селе Дивеево, однако в ходе допроса никаких обвинений впоследствии никому предъявлено не было. Также прокуратурой рассматривался мотив убийства, связанный с профессиональной деятельностью родителей погибшей, однако в ходе расследования никаких зацепок также найдено не было. Тем не менее Темниковская районная прокуратура возбудила по данному факту уголовное дело по ст. 105 ч. 1 УК РФ «Умышленное убийство», которое через три года было приостановлено из-за отсутствия подозреваемых. В 2018 году следствие сообщило, что в деле есть подозреваемый, однако в 2020 году было подтверждено, что дело не раскрыто. Отец Анны, Юрий Мезин, умер в 2020 году, так и не узнав, кто убил его дочь.

## В массовой культуре
- Выпуск «Жертва красоты» телепередачи «Пусть говорят» (2006)
- Выпуск «Убить за красоту» телепередачи «Особо опасен!» (2009)
- Видео «Трагические истории из Республики Мордовия» из цикла «Дорога на северо-запад» (2020)